# GAC 토요타
GAC 토요타(영어: GAC Toyota, 중국어: 广汽丰田汽车有限公司)는 중국 광저우시에 본사를 둔 자동차 제조 회사이며 광저우 자동차 그룹과 토요타 자동차의 합작 투자 회사이다.
2009년에는 난사구 지역 생산 기지에서 연간 320,001대의 생산 능력을 보유하고 있으며 목표 생산 능력을 500,000대까지 설정했는데, 이는 지금쯤 달성되었을 수 있으며 이러한 수치는 엔진과 전체 차량을 별개로 간주할 수 있다.

## 자회사
- GAC 토요타 엔진[2]

## 같이 보기
- FAW 토요타